# Nationalpark André-Félix
Der Nationalpark André-Félix (französisch Parc National André-Félix) liegt im Nordosten der Zentralafrikanischen Republik, in der Präfektur Vakaga ca. 80 km südlich der Stadt Birao. Er war der erste Nationalpark der nach der Erlangung der Unabhängigkeit im Jahre 1960 eingerichtet wurde. Er hat eine Fläche von 1.700 km² und wird umgeben von einer 4.200 km² großen Pufferzone, dem Yata-Ngaya-Naturschutzgebiet. Seine nordöstliche Grenze ist der Radom-Nationalpark im Sudan.
Der Nationalpark liegt auf 420 bis 1.130 Meter über dem Meeresspiegel, im Norden und dem Zentrum des Bongo-Massivs im äußersten Südosten des Tschadbeckens. Seine Oberfläche wird zu 51 % von Wäldern und zu 49 % von Buschsavannen vom Vegetationstyp der Nördlichen Kongo Wald-Savanne bedeckt. Die dominierenden Baumarten gehören der Gattung Isoberlinia spp., Terminalia spp. an.
Zugang und Sicherung des Gebiets werden durch starke Wilderei erschwert. Für den Park selbst liegen kaum Informationen vor. Aus dem Birao-Gebiet sind 228 Vogelarten bekannt, davon etwa 180 Brutvogelarten.
Die wichtigsten Säugetierarten in dieser Region sind heute die Elefanten, Löwen, Leoparden, Büffel, Giraffen, Krokodile, Strauße, Flusspferde, Warzenschweine. Gerade außerhalb des Parks lebt die einzige zentralafrikanische Population der Antilopenart Großer Kudu (Tragelaphus strepsiceros).
Zur Avi-Fauna zählen Fuchsfalke (Falco alopex), Rotkehlspint (Merops bulocki), Schwarzbrust-Furchenschnabel (Lybius rolleti), Goldschnabelwürger (Corvinella corvina), Piapia (Ptilostomus afer), Graukappen-Eremomela (Eremomela pusilla), des Purpurglanzstars (Lamprotornis purpureus), Braunwangenmahali (Plocepasser superciliosus), Auroraastrild (Pytilia phoenicoptera), Grauastrild (Estrilda troglodytes) und Braunbürzelammer (Emberiza affinis).

## Quelle
- Der Nationalpark bei Birdlife.org (englisch)
- Der Nationalpark auf Touring Nature (französisch)